# Veliko Selo (Loznica)
Veliko Selo (Loznica) (em cirílico: Велико Село) é uma vila da Sérvia localizada no município de Loznica, pertencente ao distrito de Mačva, na região de Podrinje Jadar. A sua população era de 426 habitantes segundo o censo de 2011.

## Demografia
| 1948 | 1953 | 1961 | 1971 | 1981 | 1991 | 2002 | 2011 |
| ---- | ---- | ---- | ---- | ---- | ---- | ---- | ---- |
| 755  | 809  | 729  | 673  | 651  | 577  | 466  | 426  |